# Glypthaga nearnsi
Glypthaga nearnsi är en skalbaggsart som beskrevs av Martins och Maria Helena M. Galileo 2008. Glypthaga nearnsi ingår i släktet Glypthaga och familjen långhorningar. Inga underarter finns listade i Catalogue of Life.